# Batalla de Morella
La batalla de Morella fou un dels episodis de la guerra entre l'Emirat de Larida i Turtusha i l'Emirat de Saraqusta pel repartiment dels dominis a la mort de Sulaiman al-Mustain entre els seus fills.

## Antecedents
El 1079 Rodrigo Díaz de Vivar va ser comissionat pel rei per a cobrar les paries al rei de Sevilla i va ser atacat pel rei de Granada i García Ordóñez. Rodrigo va sortir victoriós d'aquests enfrontaments, però al seu retorn a la cort és traït per García Ordóñez i Pedro Ansúrez, poderosos nobles lleonesos, qui van convèncer el rei perquè el desterrés.
Acompanyat de la seva tropa, el Campeador va oferir els seus serveis primer al comte de Barcelona Ramon Berenguer II i després a Berenguer Ramon II, però en ser rebutjat, va decidir ajudar a Ahmed al-Muktadir, l'emir de Saraqusta tributari del Regne de Castella, per a qui havia de controlar la zona sud de l'Emirat de Larida i Turtusha, dominada pel seu germà Yússuf ibn Sulayman al-Mudhàffar, amb el qual es trobava en guerra des de la divisió de dominis a la mort del pare d'ambdós, Sulaiman al-Mustain, una divisió que havia deixat a Saraqusta sense sortida al mar.
Rodrigo Díaz de Vivar va realitzar una campanya important en el territori de l'Emirat de Larida i Turtusha que va culminar la batalla d'Almenar el 1082 en la que va vèncer i capturar a Berenguer Ramón II, aliat d'al-Mudhàffar.

## Desenvolupament tàctic
Rodrigo Díaz de Vivar va fer una segona campanya contra els territoris de l'Emirat de Larida, en la qual va vèncer prop de Morella el 14 d'agost de 1084 l'exèrcit de socors que havien bastit Sanç Ramires i al-Mudhàffar, quan el Cid estava assetjant la fortalesa.

## Conseqüències
Després d'envair i saquejar els territoris dels Ports, el Cid rep l'ordre de reconstruir un castell derruït que, a la Historia Roderici, és nomenat Alolala, actualment desaparegut que pot haver estat a Alcalà de Xivert, Olocau del Rei o l'actual La Pobla d'Alcolea.